# Pizzocorno
Pizzocorno è una frazione del comune di Ponte Nizza posta in altura ad est del centro abitato.

## Storia
Pizzocorno (CC G723) apparteneva alle terre del marchesato dei Malaspina, e fu castello principale di uno dei tre rami in cui si divise la linea della famiglia detta dello Spino Fiorito, che era signora della valle Staffora; tale ramo, detto anche di Olivola da un castello in Lunigiana, fu interrotto nel 1413 con l'assassinio di tutti i suoi componenti avvenuto a Olivola. I Malaspina peraltro, già nel 1158, avevano ceduto la signoria su Pizzocorno agli abati di Sant'Alberto di Butrio. 
Dopo l'estinzione dei Malaspina di Olivola e Pizzocorno non fu possibile agli abati mantenere la signoria, di cui i duchi di Milano disposero come di un qualunque feudo camerale: in effetti Pizzocorno non fu, come tutte le terre circostanti, una giurisdizione separata dotata di ampia autonomia, ma il più meridionale dei normali comuni dell'Oltrepò Pavese. Nel 1449 l'abate di Sant'Alberto di Butrio concedette in feudo Pizzocorno con i castelli ai Dal Verme. In seguito fu riacquistato dai Malaspina del ramo di Godiasco, che lo tennero sino all'abolizione del feudalesimo nel 1797. 
Fu annesso a Ponte Nizza nel 1928.